# Los torturados
Los torturados es una película semidocumental en blanco y negro de Argentina dirigida por Alberto Du Bois sobre el guion de Ernesto A. Doglioli que se estrenó el 18 de octubre de 1956 y que tuvo como protagonistas a Ricardo Trigo, Tito Alonso, Dora Ferreiro y Alberto Barcel. El guionista había sido concejal peronista.

## Sinopsis
Recuerdos de cuatro exintegrantes de la Sección Especial de la Policía Federal que se encuentran asilados en una embajada, sobre opositores a los que habían torturado, basada en los casos reales de Cipriano Reyes, Ernesto Mario Bravo, la telefonista Nieves Blanco –quien perdió su embarazo- y Oscar Martínez Zemborain, que actúa en el filme, ocurridos durante las dos primeras presidencias de Juan Domingo Perón.

## Reparto
- Ricardo Trigo …Cipriano Reyes
- Tito Alonso …Ernesto Mario Bravo
- Dora Ferreiro …Nieves Boschi de Blanco
- Oscar Martínez Zemborain …Él mismo
- Alberto Barcel …Jefe Sección Especial
- Gilberto Peyret …Torturador
- Oscar Valicelli …Raúl
- Norma Giménez …Mujer de Raúl
- Blanca Tapia …Sra. Bravo
- Luis Otero …José
- Juan Buryúa Rey …Dr. Caride
- Jesús Pampín …Dr. Zabala Ortiz
- Elsa Galión
- Orestes Soriani …Médico
- Alfredo Distasio
- Guga Molinari
- Raúl Berra
- Juan Borquez
- Ego Brunoldi
- Ángela Rousset
- Ernesto C. Barreda
- Francisco Lizzio
- Fidel Gallo
- Rodolfo R. Vargas
- Carlos Indovino
- Carlos Benso
- Raúl Ricutti

## Comentarios
Noticias Gráficas dijo:

”Es indudable que quienes la concibieron han querido impresionar al espectador, y no hay dudas que han logrado su propósito…Dirección esquemática y brusca.”

Por su parte El Mundo opinó:

”Alberto Du Bois ha buscado la fuerza del relato por medio de la violencia, tanto en la palabra como en la imagen.”